# 匙鞘万年青
匙鞘万年青（学名：Spathiphyllum cochlearispathum），又作匙状白鹤芋等，是天南星科白鹤芋属的一种植物，原产于墨西哥南部，常作为栽培植物。
该种最初由弗雷德里克·利布曼描述，他将其列为独立的一属（Hydnostachyon）。后来，海因里希·古斯塔夫·阿道夫·恩格勒（Heinrich Gustav Adolf Engler）将其划入白鹤芋属。